# Novonyikolajevka (Miskinói járás)
Novonyikolajevka (orosz betűkkel: Новоникола́евка, baskír nyelven: Яңы Николаевка) falu Oroszországban, a Baskír Köztársaságban, a Miskinói járásban.

## Népesség
- 2002-ben 204 lakosa volt, akik mindannyian marik.
- 2010-ben 154 lakosa volt.